# Heliocypha bisignata
Heliocypha bisignata là loài chuồn chuồn trong họ Chlorocyphidae. Loài này được Hagen in Selys mô tả khoa học đầu tiên năm 1853.